# Park Karola Beyera
Park Karola Beyera, także znany jako Park im. Karola Beyera – park w Warszawie w Polsce, położony w dzielnicy Śródmieście, w obszarze MSI Powiśle.

## Opis
Park został założony w latach 70. XX wieku, i nazwany na cześć Karola Beyera, dziewiętnastowiecznego fotografa i numizmatyka. Położony jest między ulicami Smolną i Leona Kruczkowskiego, torami koleji średnicowej i stacją Warszawa Powiśle. Ma obszar 2,12 ha.